# غوراني (كونييتش)
غوراني (بالإنجليزية: Gorani)‏ بالكيريلية (Горани) هي قرية في بلدية كونييتش التابعة للبوسنة والهرسك.

## اقرأ أيضًا
- شعب غوراني